# Hampstead Marshall
Hampstead Marshall är en civil parish i Storbritannien.   Den ligger i kommunen West Berkshire och riksdelen England, i den södra delen av landet, 90 km väster om huvudstaden London. Orten har 275 invånare (2011).